# تام اسکات (یوتیوبر)
توماس اسکات یکیوتیوبر انگلیسی، مربی، میزبان نمایش بازی و توسعه‌دهنده وب است. او بیشتر به دلیل تولید ویدیوهای آنلاین برای کانال یوتیوب خود شناخته شده‌است، که عمدتاً ویدیوهای آموزشی در طیف وسیعی از موضوعات از جمله تاریخ، جغرافیا، علم، فناوری و زبان‌شناسی ارائه می‌دهد. از نوامبر ۲۰۲۱، ویدیوهای عمومی اسکات بیش از ۱ میلیارد بازدید داشته‌است و او از ۴میلیون مشترک فراتر رفته‌است.

## اوایل کار
اسکات که اصالتاً اهل منسفیلد، ناتینگهام شایر است، از دانشگاه یورک در رشته زبان‌شناسی فارغ‌التحصیل شد. زمانی که اسکات در دانشگاه بود، در سال ۲۰۰۴، وب‌سایتی را تولید کرد که در آن وب‌سایت «آماده شدن برای شرایط اضطراری» دولت بریتانیا را تقلید می‌کرد، که شامل بخشی بود که در آن توضیح می‌داد که در صورت آخرالزمان زامبی‌ها چه باید کرد. این منجر به این شد که دفتر کابینه خواستار حذف سایت شد. اسکات «پاسخ مودبانه ای مبنی بر امتناع از حذف سایت» ارسال کرد. تا تاریخ مارس ۲۰۲۲ سایت هنوز فعال است
در سال۲۰۰۹، اسکات سازمان‌دهنده روز بین‌المللی گفتگوی دزدان دریایی در بریتانیا شد و متعاقباً توسط دوستانش نامزد شد تا برای ریاست دانشجویی در اتحادیه دانشجویان دانشگاه یورک نامزد شود. شخصیت، «تام اسکات کاپن دیوانه». او علیرغم اینکه به شوخی شرکت کرد، در انتخابات پیروز شد و به عنوان چهل و هشتمین رئیس این سازمان خدمت کرد. هنگامی که او در پادکستی به نام Corridor Cast بود، گفت که وحشتناک است زیرا او نمی‌دانست چه باید بکند؛ بنابراین تیمش جای او را پر خواهد کرد. در همان سال، اسکات و سه دوستش گروه کمدی «مشکل‌های فنی» را تشکیل دادند و با آن‌ها یک برنامه رادیویی همنام را در دانشگاه رادیو یورک میزبانی کردند. این نمایش بعداً برنده جایزه کوین گرینینگ در جوایز رادیوی دانشجویی شد.
پس از فارغ‌التحصیلی، اسکات چندین بار در برنامه‌های تلویزیونی بریتانیا به عنوان شرکت کننده و مجری ظاهر شد. او در سال ۲۰۱۰ کاپیتان گروهHitchhikers در سریال ۳ بی‌بی‌سی Four ' OnlyConnect بود، اما در نیمه نهایی توسط استراتژیست‌ها حذف شد، و در سال ۲۰۱۲، مجری سریال Sky 1 Gadget Geeks در کنار کالین فورز بود. و فناوری خلاق چارلز یارنولد، جایی که او مسئول ایجاد راه حل‌های نرم‌افزاری بود.
در سا۲۰۱۰، اسکات و گروه دشواری‌های فنی، مجموعه «پادکست مطالب معکوس» را در وب‌سایت مشکلات فنی آغاز کردند که در آن اسکات پاسخ کارت سؤالات چیزهای بی‌اهمیت سال ۱۹۸۴ را می‌خواند در حالی که اعضای پانل همکارش سعی می‌کردند سؤال را حدس بزنند. این نمایش در سال ۲۰۱۴ پس از شروع Citation Neededبه پایان رسید.
اسکات کانال اصلی یوتیوب خود، تام اسکات (در اصل با نام کاربری "enyay"، برگرفته از نام اسپانیایی حرف Ñ "eñe"، که او ذکر کرده‌است که "ناراحت می‌کند") را در ۱۷ مه ۲۰۰۶ ثبت کرد. تام در ابتدای کانال یوتیوب خود چندین ویدیوی آشپزی را آپلود کرد که در آنها غذا را به روش‌های عجیب و غریب می‌پخت.

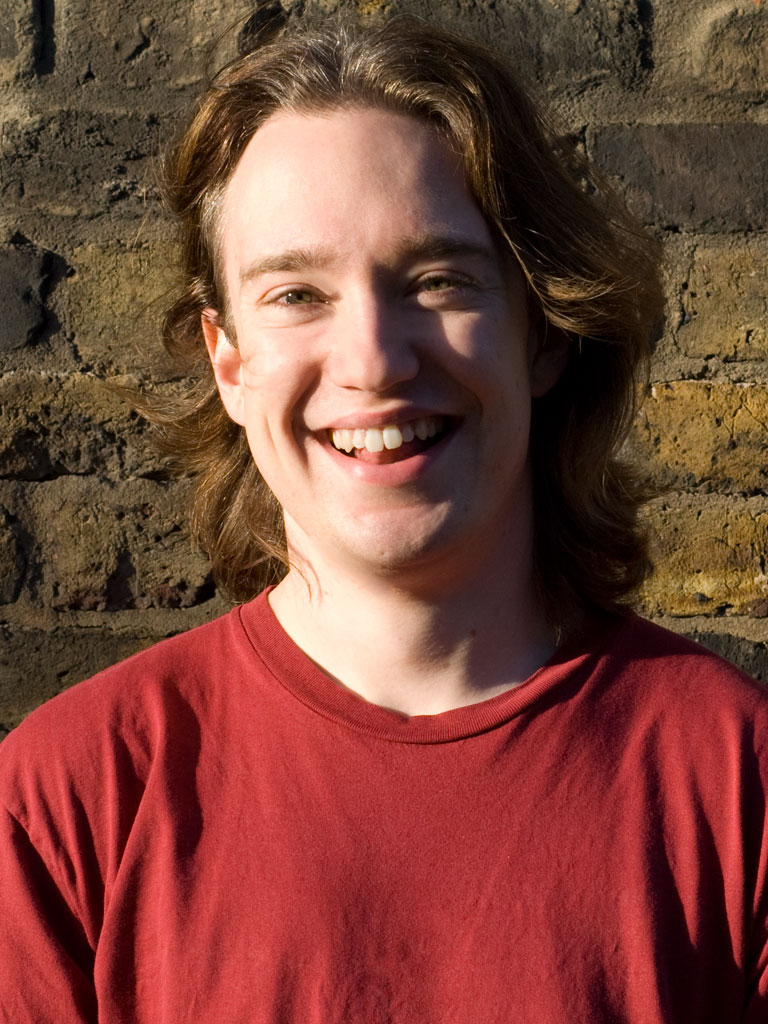
اسکات در سال ۲۰۱۱

اسکات ویدیوهای آموزشی را درکانال در طیف وسیعی از موضوعات از جمله زبان‌شناسی، تاریخ، جغرافیا، علم و فناوری تولید و آپلود می‌کند. همچنین سریال Citation Needed with The Technical Difficules در هشت فصل، از مارس ۲۰۱۴ تا نوامبر ۲۰۱۸، میزبان این کانال بود. در این مجموعه، اسکات از طریق یک مقاله منتخب ویکی‌پدیا می‌گذرد، در حالی که اعضای پانل او تلاش می‌کردند حقایق را در مورد مقاله حدس بزنند. او همچنین توضیحاتی در مورد مسائل امنیتی رایانه در کانال یوتیوب Brady Haran , Computerphile ارائه کرد. او به پوشیدن تی‌شرت‌های قرمز معروف است که در اصل به دلیل نیاز به تداوم در طول فیلم‌برداری پوشیده شده بودند، و چون اسکات در تصویر اصلی که در آن زمان در وب‌سایت شخصی‌اش استفاده می‌کرد، یک تی‌شرت قرمز پوشیده بود و از قرمز به عنوان لباس استفاده می‌کرد. رنگ تأکیدی برای وب سایت
در پایان سال۲۰۱۵، اسکات یک کانال مشترک در یوتیوب با همکار و دوست خود، مت گری، به نام مت و تام راه اندازی کرد. این کانال میزبان «نیمکت پارک» بود که در آن این زوج روی نیمکت پارک می‌نشستند و دربارهٔ ویدیوها، سفرهایشان و دیگر حکایات بحث می‌کردند. این سریال از ابتدای شروع به کار به صورت هفتگی تولید می‌شد تا اینکه در ۲۴ مارس ۲۰۱۸ اعلام کردند که این سریال به دلیل محدودیت زمانی دیگر بر اساس برنامه زمانی منظم تولید نمی‌شود. در اواخر سال ۲۰۱۸، این کانال به وسیله‌ای برای ویدیوهای «مشکلات فنی»، از جمله «آزمایش‌ها» (۲۰۱۸) تبدیل شد، جایی که گروه نمایش تعدادی ایده بازی را به‌صورت آزمایشی اجرا کرد. از ۱۲ ژوئن۲۰۱۹، سریال جدید دو نفر از این افراد دروغ می‌گویند پخش می‌شود، که در آن اسکات باید حدس بزند که کدام یک از گروه‌ها اطلاعات دقیق مربوط به یک مقاله ویکی‌پدیا را که عنوان آن را از پشته آماده‌شده گرفته‌است، می‌دهد.
در نوامبر ۲۰۱۸، اسکات Pad Limited را تأسیس کرد، یک شرکت ارائه دهنده تولید محتوا، توسعه قالب و مشاوره YouTube.
در سال۲۰۲۱، اسکات، یوتیوب‌بر آموزش هوش مصنوعی، جردن هارود را به چالش کشید تا نسخه‌ای از او را به قیمت ۱۰۰ دلار بسازد. هارود در یک ویدیوی همکاری که در کانالش منتشر شد، موفق به انجام این کار شد و همچنین در مورد فناوری و خطرات مرتبط با دیپ فیک صحبت کرد.
در سپتامبر۲۰۲۱، اسکات کانال یوتیوب دیگری به نام تام اسکات پلاس را راه‌اندازی کرد که بر روی ویدیوهای همکاری با سایر YouTubers متمرکز بود.

## محتوای YouTube

### مکان‌های شگفت‌انگیز
اسکات یک سری ویدیو دارد که به صحبت در مورد مکان‌های خاص در سراسر جهان اختصاص دارد، این نوع ویدیوهای او " مکان‌های شگفت انگیز " نامیده می‌شود. در سال ۲۰۱۶، اسکات ویدئویی در مورد زمین‌شناسی رودخانه Wharfe در یورکشایر انگلستان منتشر کرد. در سال ۲۰۲۰، اسکات ویدئویی را منتشر کرد که در آن به شمالی‌ترین جزیره ایسلند، کولبینزی سفر کرد. همچنین در سال ۲۰۲۰، اسکات ویدیویی در مورد Wunderland Kalkar که یک پارک تفریحی در آلمان در داخل یک نیروگاه هسته ای است، منتشر کرد. در اکتبر ۲۰۲۱، او از تنها مک دونالد در جهان که در هامبورگ آلمان واقع شده‌است، بازدید کرد.

### فایل‌های زبان تام
مجموعه ای از ویدیوهای بسیار محبوب در کانال اسکات " فایل‌های زبان تام " نام دارد. ویدیوها بر اساس ساختارهای زبانی و دستوری زبان‌ها هستند. چند ویدیوی معروف از این مجموعه عبارتند از: "قوانین پنهان مکالمه"، "آواهای زبانی که می‌توانند وجود داشته باشند، اما نباید" و "ویژگی‌های فوق العاده ای که در زبان انگلیسی نداریم".

### چیزهایی که ممکن است ندانید
یکی از معروف‌ترین سریال‌های اسکات، این سریال دارای حقایق/داستان‌های مبهم است که اسکات توضیح می‌دهد. این اغلب شامل بازدید او از مکان‌ها می‌شود، اما اکثر ویدیوهای مبتنی بر مکان اکنون در مجموعه " مکان‌های شگفت‌انگیز " منتشر می‌شوند. نمونه‌هایی از ویدئوها عبارتند از: "گران‌ترین شی جهان از نظر وزن"، "جزایر با قدرت بیش از حد"، "پنج کاری که نمی‌توانید در تلویزیون بریتانیا انجام دهید" و "چرا نمی‌توانید آب داسانی را در بریتانیا بخرید".

### اصول اولیه
برای نقل قول از توضیحات لیست پخش اسکات، این ویدیوها «ویدئوهایی دربارهٔ علوم رایانه برای افرادی هستند که دانشمندان رایانه نیستند». نمونه‌هایی از ویدیوها عبارتند از: «چرا رایانه‌ها گاهی اوقات نمی‌توانند شمارش کنند»، «چرا باید احراز هویت دو عاملی را روشن کنید» و «چرا وب چنین آشفته‌است».

## انتخابات عمومی ۲۰۱۰ بریتانیا

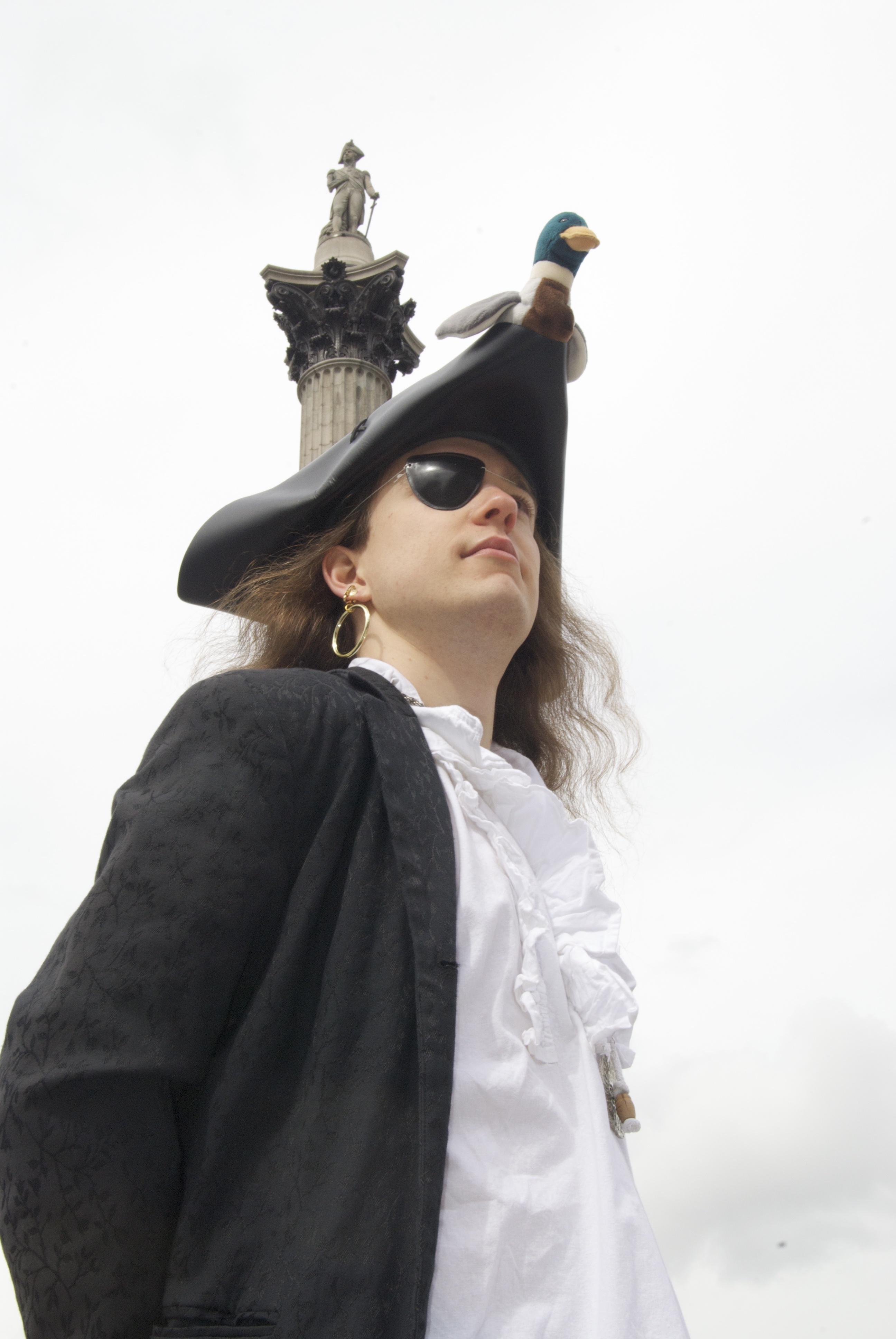
اسکات در نقش "مد کپن تام" در سال ۲۰۱۰

در سال ۲۰۱۰، اسکات پس از باخت شرط‌بندی مبنی بر اینکه نیواورلئان سنتز Super Bowl XLIV را باخت، به عنوان کاندیدای جوک "Mad Cap'n Tom" برای پارلمان در شهرهای لندن و حوزه انتخابیه وست مینستر شرکت کرد. این نقشی بود که او قبلاً در رقابت برای ریاست اتحادیه دانشجویان دانشگاه یورک در سال ۲۰۰۸ که ناخواسته برنده شده بود، به عهده گرفته بود. به‌طور تصادفی، اسکات در مقابل جک نون نامزد حزب دزدان دریایی ایستاد که در مسابقه خبری بی‌بی‌سی به عنوان «شکاف در آرای دزدان دریایی» توصیف شد.
به عنوان بخشی از پیشنهاد خود، او قول داد که مالیات رام را حذف کند، مدارس دوره‌هایی را در زمینه «شمشیرزنی و توپ‌زنی» ارائه دهند، نوارهای چسب نواری رایگان را برای «تعمیر بریتانیای شکسته» توزیع کند، و ۵۰ درصد مالیات بر دانلود شریل کول اعمال کند. MP3 به دلیل بیزاری از خواننده.
اسکات شانس خود را برای برنده شدن در صندلی امن محافظه‌کاران در وست مینستر اینگونه توصیف کرد: "یک جایی "شانس یک گلوله برفی در جهنم" صفر است." او ۸۴ رای (۰٫۲٪ از کل) را به دست آورد، از جمله رای نوئل گالاگر، گیتاریست پیشین گروه Oasis.

## پروژه‌های دیگر

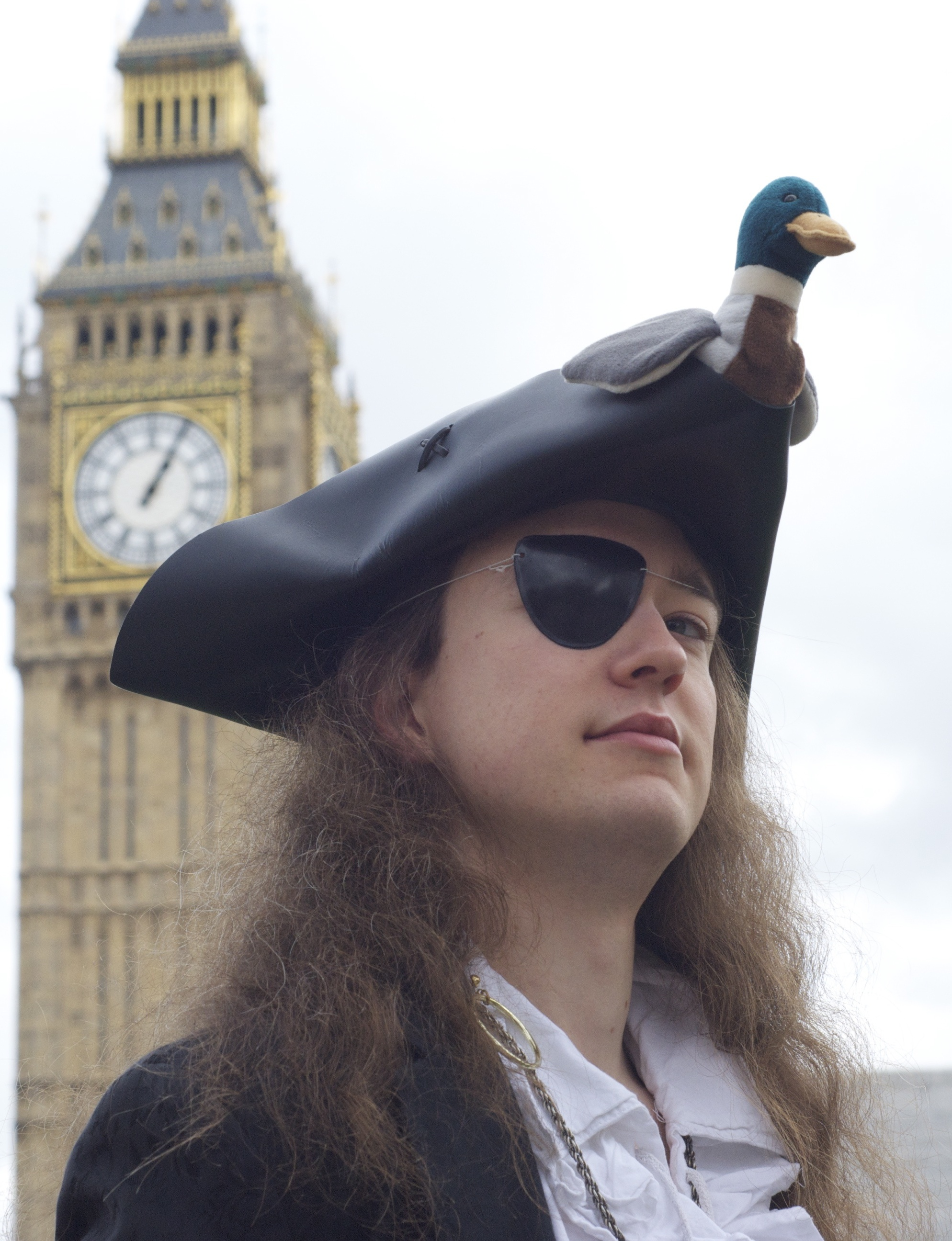
اسکات در نقش "مد کپن تام" در سال ۲۰۱۰

در سال ۲۰۱۴، اسکات به همراه مت گری، Emojliرا تأسیس کردند. این یک شبکه اجتماعی فقط از شکلک‌های تقلید آمیز مبتنی بر برنامه شبکه اجتماعی Yo بود و توسط Salon به عنوان «شوخی درونی تبدیل به واقعیت» توصیف شد. در ژوئیه ۲۰۱۵ بسته شد، زیرا نگهداری آن بسیار گران شد. اسکات این کار را در سپتامبر ۲۰۱۵ با ایجاد یک صفحه کلید شکلک با اندازه کامل از چهارده صفحه کلید استاندارد برای تایپ هر ایموجی استاندارد یونیکد دنبال کرد.

سایر برنامه‌های وب که اسکات ایجاد کرده‌است عبارتند از "Evil" (برنامه وب که شماره تلفن کاربران فیس بوک را فاش می‌کند)،)، و"Klouchebag"